# 모라드 모함마디
사이드 모라드 모함마디 파흐네콜라에이(페르시아어: سید مراد محمدی پهنه کلایی,‎ 1980년 4월 9일~)는 이란의 전직 레슬링 선수이다. 2008년 하계 올림픽에서 자유형 페더급 부문 동메달을 획득했으며 세계 선수권 대회에서 금메달 1개, 동메달 1개를 획득했다.